# Loi pour promouvoir la langue française au Québec
Lire en ligne

texte intégral

La Loi pour promouvoir la langue française au Québec (également appelée loi 63 ou « bill 63 ») est une loi québécoise adoptée par le gouvernement Jean-Jacques Bertrand le 20 novembre 1969. L'objectif de cette loi était de définir les droits des Québécois en matière de langue d'enseignement, ainsi que de définir une politique linguistique permettant d'intégrer au bassin francophone tous les enfants issus de l'immigration.
Dès sa présentation, la loi fut vivement critiquée dans l'opinion publique,,,,. Présentée dans un contexte de grande tension sociale et politique, cette loi était une reprise de la loi 85 présentée en décembre 1968 en réponse à la crise de Saint-Léonard. Prônant une fréquentation scolaire en français essentiellement par des mesures incitatives, sans obligations, l'approche du gouvernement Bertrand fut dénoncée autant par les groupes d'intérêts francophones (pour son absence d'obligation d'apprendre le français) que par les groupes d'intérêts anglophones (se jugeant brimés dans leurs droits de continuer à inscrire leurs enfants dans des écoles anglaises). Outre la portée linguistique de cette loi, sa portée politique provoqua une crise sociale majeure au Québec, menant à une vaste campagne de mobilisation des milieux étudiants, des groupes de gauche, des nationalistes et des défenseurs de la langue française, culminant avec la défaite de l'Union nationale aux élections de 1970.
Malgré la controverse qu'elle a suscitée, cette loi a été un premier jalon dans l'établissement d'une politique linguistique au Québec. Elle a été remplacée par la Loi sur la langue officielle (loi 22) en 1974.

## Contexte

### Tensions dans Saint-Léonard
La Loi pour promouvoir la langue française au Québec trouve son origine dans la crise de Saint-Léonard.
Depuis 1867, le système scolaire québécois était structuré en fonction de la religion plutôt que de la langue. Cette structure mise en place depuis le début de la Confédération faisait en sorte que les écoles catholiques donnaient un enseignement en français, tandis que les écoles protestantes donnaient un enseignement en anglais. De plus, dans le souci de respecter l'autorité traditionnelle de l'Église dans le domaine de l'éducation, les élèves non-catholiques étaient exclus des établissements catholiques, les forçant à s'inscrire dans les établissements protestants (peu importe leur religion). Au fil du 20e siècle, suivant l'évolution démographique du Québec et l'arrivée de différents groupes ethniques sur son territoire, cette décision a fini par mener à une anglicisation progressive de la grande majorité des enfants issus de l'immigration.
Au milieu des années 1960, Saint-Léonard compte plus de 25 000 habitants. Sur ce nombre, 30 % sont d'origine italienne. Malgré une religion commune et une grande similitude de conditions de vie chez les Québécois et les Italiens, la lutte pour les emplois et le prestige social avait amené les italophones à s'intégrer à la minorité anglophone plutôt qu'aux francophones. Impuissantes face à l'anglicisation de ces immigrants, les structures scolaires traditionnelles avaient conduit à une intégration massive des enfants italophones à la minorité anglophone, à travers la fréquentation des établissements protestants. Ainsi, la croissance de la population italienne avait fait baisser le pourcentage de francophones dans Saint-Léonard de 75 % à 53 % entre 1956 et 1966. À une époque où les Québécois francophones cherchaient à renverser la domination de la langue anglaise sur leur société, la tension dans cette ville entre francophones (souhaitant conserver leur langue) et italophones (souhaitant s'intégrer aux anglophones pour améliorer leur sort) se retrouvait exacerbée plus que jamais.

### Décision de la commission scolaire de Saint-Léonard
Motivés par les événements de la Révolution tranquille et par le désir de renverser le mouvement d'anglicisation de leur milieu, le 28 mars 1968, un groupe de parents fondent le Mouvement d'intégration scolaire (MIS) afin de soutenir l'école française pour tous. Dirigé par l'architecte Raymond Lemieux, ce groupe cherche à faire en sorte que tous les enfants de Saint-Léonard, indépendamment de leur langue maternelle, fréquentent l'école en français. Le 10 juin, lors d'une élection scolaire, le MIS fait élire une majorité de conseillers à la commission scolaire de Saint-Léonard.
Le 27 juin 1968, les administrateurs de la commission scolaire adoptent une résolution rendant obligatoire l'inscription des enfants aux écoles françaises de son territoire. Cette décision provoque la colère des parents italophones de Saint-Léonard, se jugeant brimés dans leur liberté de choix de la langue d'enseignement pour leurs enfants (ou plus exactement, dans leur droit de continuer à faire instruire leurs enfants en anglais plutôt qu'en français). Ces parents reçoivent l'appui de membres influents de l'élite anglophone montréalaise, ainsi que de sympathisants anglophones d'ailleurs au Canada, opposés à toute mesure pouvant donner la priorité au français. De l'autre côté, la résolution de la commission scolaire est appuyée par les parents francophones et les milieux nationalistes, prônant l'enseignement en français pour tous.

### Fermeture et occupation de l'école Aimé-Renaud
Un autre événement vient rajouter de la tension, le 7 août 1968. La commission scolaire régionale Jérôme Le Royer décide de fermer l'école Aimé-Renaud (l'unique école secondaire française de Saint-Léonard) et de relocaliser ses élèves dans d'autres établissements pour accommoder les élèves italiens choisissant l'enseignement en anglais. De son côté, la commission scolaire de Saint-Léonard condamne la décision (prise pour des raisons d'économie, selon son président) et réclame que l'enseignement en français soit maintenu. Le 30 août, un groupe d'élèves de 16-17 ans fait irruption dans l'école Aimé-Renaud et s'y barricade. Le groupe, appuyé par la population, refuse de quitter les lieux tant que l'enseignement en français ne sera pas rétabli.
Le 4 septembre, la commission scolaire régionale décide de maintenir l'enseignement en français à l'école Aimé-Renaud et de loger les étudiants « anglophones » dans une nouvelle école primaire temporairement transformée en école secondaire. Un compromis est proposé par Jean-Guy Cardinal, le ministre de l'Éducation : créer une école privée de langue anglaise subventionnée à 80 % pour les élèves italiens. Les parents italiens refusent ce compromis, réclamant une subvention à 100 % ainsi que l'entière liberté de choix de langue pour leurs enfants. De leur côté, les parents francophones accusent le ministre de vouloir réintroduire l'anglais au mépris de la volonté de la population.
Un autre compromis est proposé le 5 septembre : l'enseignement public restera français, les élèves italiens de première année auront droit à une heure d'anglais par jour, des dispositions pédagogiques transitoires seront prises pour les élèves italiens des classes bilingues à partir de la 2e année, et des classes bilingues leur seront offertes à partir de la 3e année. Le MIS accepte ce compromis. Les parents italiens le refusent, réclamant une fois de plus un enseignement unilingue anglais. L'Association of Parents of Saint-Léonard appuie les demandes des parents italiens et leur recommande ensuite de ne pas envoyer leurs enfants à l'école lors de la rentrée.
Deux jours plus tard, le MIS organise une manifestation d'appui à l'école française. La manifestation est interdite par le chef de la police de Montréal. Malgré l'interdiction, plus de 1 000 manifestants se présentent sur la rue Jean-Talon. Une bagarre éclate entre manifestants francophones et contre-manifestants italiens. La police charge et la foule se disperse dans le désordre. Des commerces et des véhicules sont vandalisés. Le maire de Saint-Léonard Léo Ouellet proclame la Loi sur l'émeute.
Dans un premier temps, ces événements demeurent circonscrits à Saint-Léonard. Toutefois, la réponse du gouvernement du Québec à l'automne de 1968 donnera à cette crise des répercussions d'envergure nationale.

### Une succession inattendue
Le 26 septembre 1968, le premier ministre Daniel Johnson meurt lors d'une visite au barrage Manic-5. Cet événement bouleverse le monde politique québécois. La veille de sa mort, Johnson avait donné une conférence de presse diffusée dans l'ensemble du Canada. Lors de cette conférence de presse, Johnson avait eu l'occasion de revenir sur les événements de Saint-Léonard, donnant ainsi un aperçu de sa philosophie en matière de droits linguistiques. Jugeant inacceptable qu'une commission scolaire locale s'arroge le pouvoir de décider sur la question de la langue d'enseignement au primaire et au secondaire, Johnson jugeait toutefois que le fait d'apprendre le français au Québec pour les « non-francophones » était « d'une nécessité absolue et impérative devant laquelle tout homme de bonne foi d[evait] s'incliner ». De plus, à ses yeux, il aurait été « stupide de dépenser des milliards pour l'enseignement en français à la jeunesse, si les jeunes [étaient] destinés à devenir des "citoyens de seconde zone" ». Pour cela, il fallait donc doter le Québec d'une politique linguistique propre, permettant au Québec d'être « aussi français que l'Ontario est anglais ». Pour Johnson, l'un des moyens pour y parvenir serait de changer les structures du système scolaire, en faisant de la langue (plutôt que la religion) la base de distinction pour les établissements scolaires. Hélas, la mort prématurée de Daniel Johnson l'empêche de poursuivre ses efforts dans cette direction. La tâche de trouver une solution à ce problème échoue donc à son successeur : le ministre de l'Éducation, Jean-Jacques Bertrand.
Héritant du pouvoir dans des circonstances exceptionnelles, Bertrand se retrouve à un poste sans mandat de la population ni des membres de son parti. Placé dans une situation délicate, avec une autorité moins solide que celle de Johnson, Bertrand était donc plus réticent à prendre des décisions sur un sujet de nature à diviser son gouvernement et son parti. Afin de garder son parti uni, Bertrand choisit de rester fidèle aux dernières volontés de Johnson. En matière de droits linguistiques, cela signifiait qu'une loi serait votée afin d'encadrer ces droits. Toutefois, bien que Bertrand affirmait vouloir respecter les volontés de Johnson, son tempérament et son approche de la politique étaient forts différents de ceux de son prédécesseur. Conservateur d'abord et nationaliste ensuite, Bertrand se méfiait des solutions imposées par la haut et des règles coercitives pouvant empiéter sur les droits individuels. Contrairement à un bon nombre de membres de son parti et de nationalistes en faveur de l'enseignement en français pour tous, la pensée de Bertrand était plus proche de celle des défenseurs des droits de la minorité anglophone, attachée à la liberté de choix de la langue d'enseignement. Pour Bertrand, puisque les droits de l'individu devaient primer sur les droits de la communauté, la minorité anglophone du Québec possédait des droits acquis en matière de langue. Tenant à tout prix à respecter ces libertés individuelles, Bertrand comptait donc plutôt sur la force de la persuasion et de la bonne foi des francophones et des anglophones pour préserver l'avenir de la langue française au Québec. Ce principe de base s'incarnerait donc dans son futur projet de loi.

### Commission Gendron
Le 22 novembre 1968, Jean-Jacques Bertrand annonce dans une entrevue radio son intention de présenter un projet de loi « confirmant le droit de la minorité anglaise de faire éduquer ses enfants dans la langue de son choix. Cette annonce – improvisée – faite dans le cadre d'une élection partielle, provoque une réaction très forte au sein du gouvernement.
Chez l'Union nationale, c'est la confusion. Ni les députés, ni les ministres n'ont été mis au courant du projet de loi. Les députés Jérôme Proulx, Denis Bousquet et Antonio Flamand s'opposent au projet de loi. Dans l'opinion publique, les milieux nationalistes réagissent de façon très négative. Lors d'une rencontre avec une délégation à son bureau de Montréal, Jean-Jacques Bertrand voit son projet de loi qualifié de « traître » par un journaliste, tandis que l'économiste François-Albert Angers le décrit carrément comme « une deuxième bataille des Plaines d'Abraham » imposée par Bertrand aux Québécois, donnant à l'anglais un statut officiel dans tous les secteurs de la vie, dans une société où 85 % des citoyens parlent français. L'avis est partagé par le président du MIS Raymond Lemieux, de même que par une part importante des étudiants, des enseignants et des membres des grandes centrales syndicales. Le 5 décembre 1968, plus de 3 000 personnes manifestent devant le parlement de Québec, brisant des fenêtres de l'édifice. Malgré l'opposition, Bertrand maintient ses positions et décide d'aller de l'avant.
Le 9 décembre, Jean-Jacques Bertrand pose un premier geste afin de trouver des solutions applicables : il crée une commission d'enquête sur la situation de la langue française au Québec (mieux connue sous le nom de commission Gendron). Malgré les bonnes intentions qui animent Jean-Jacques Bertrand, les francophones boudent les audiences de la commission d'enquête. Celle-ci reçoit pour l'essentiel « des anglophones, des dirigeants de grandes industries ou maisons d'affaires. En effet, sur 165 mémoires que reçoit la commission Gendron, seuls 30 proviennent de lobbies francophones. Fidèle à son approche de la politique, ne voulant pas attendre le rapport de la commission, Bertrand décide d'agir promptement. C'est ainsi qu'il dépose, toujours le 9 décembre, le projet de loi 85 (aussi appelé « bill 85 »).

### Loi 85
Dans ses grandes lignes, le projet de loi 85 propose :
- de maintenir le statu quo en matière du libre choix de l'école anglaise ou française pour tous, y compris les immigrants ;
- d'établir un comité linguistique déterminant le caractère français ou anglais d'une école ;
- de mettre en place des mécanismes incitatifs permettant aux anglophones et aux Néo-Québécois d'apprendre le français[26].

En résumé, l'école française serait offerte aux francophones seulement et l'école anglaise avec enseignement amélioré du français serait offerte aux anglophones et aux immigrants.
Aussitôt présenté, le projet de loi 85 provoque une vague de mécontentement. Convaincu de l'importance de préserver les droits individuels, le premier ministre Bertrand maintient sa position et refuse de reculer. Toutefois, malgré son intransigeance, les menaces, les insultes et la contestation de l'opinion publique et de certains membres de son parti forcent Jean-Jacques Bertrand à battre en retraite. Malade, Bertrand est hospitalisé d'urgence et le projet de loi 85 tombe entre les mains du ministre de l'Éducation (et vice-président du Conseil des ministres) Jean-Guy Cardinal. Favorable à l'enseignement en français pour tous, Cardinal choisit plutôt de renvoyer le projet de loi en comité parlementaire, menant finalement à son rejet.

### Opération McGill français
La question de la langue française dans le monde de l'éducation revient dans l'actualité de façon spectaculaire en mars 1969. En 1969, les premiers diplômés des cégeps arrivent à l'âge de fréquenter l'université. Le Québec, qui ne compte alors que six universités, n'a qu'une seule université de langue française dans sa métropole : l'Université de Montréal. Pourtant, même si plus de 75 % de sa population collégiale est francophone, la majorité des parts de financement pour la recherche et l'innovation est accordée à l'Université McGill. Tout en étant financée par les impôts des Québécois et en recevant plus de 22 % des subventions du gouvernement du Québec en matière de recherche, l'Université McGill demeure une institution fréquentée essentiellement par une minorité de gens, essentiellement des non-francophones, et offre un cadre d'enseignement entièrement en anglais.
Trop nombreux pour pouvoir tous être accueillis dans les trois universités françaises du Québec en 1969, les finissants des cégeps sont inquiets pour leur avenir. Devant le risque de ne pas pouvoir poursuivre leurs études dans leur langue, les cégépiens, appuyés par les associations étudiantes, les grandes centrales syndicales, les organisations nationalistes et différents groupes de défense de la langue française décident d'organiser une vaste campagne afin de franciser l'Université McGill, en attendant de voir naître une nouvelle « Université du Québec » promise par le gouvernement depuis plusieurs années. C'est ainsi que s'organise l'« Opération McGill français » durant le mois de mars 1969. Cette campagne militante garde les autorités municipale et provinciale sur le qui-vive jusqu'au jour de la manifestation, le 28 mars 1969. Une foule de 10 000 à 12 000 personnes dirigée par Raymond Lemieux, le syndicaliste Michel Chartrand et le professeur Stanley Gray se rend au campus de McGill sur la rue Sherbrooke pour réclamer la francisation de l'institution. Il s'agit alors de la plus importante manifestation au Québec depuis la fin de la Seconde Guerre mondiale.
L'Opération McGill français fait vivement réagir l'opinion publique. Bien que les organisateurs de la campagne ne réussissent pas à atteindre leur objectif premier, ils réussissent néanmoins à obtenir en avril 1969 la création de l'Université du Québec à Montréal, inaugurant la première institution d'un nouveau réseau d'établissements universitaires de langue française. Malgré ce succès pour l'affirmation de la langue française dans le milieu de l'éducation, le problème de la langue d'enseignement dans les écoles primaires et secondaires demeurait entier. La question allait surgir à nouveau en juin 1969, lors du congrès à la direction de l'Union nationale.

### Congrès de l'Union nationale
Du 19 au 21 juin 1969, l'Union nationale tient un congrès à sa direction au Château Frontenac, à Québec. Ce congrès doit servir en principe à confirmer Jean-Jacques Bertrand au poste de chef de l'Union nationale – fonction qu'il occupe depuis le mort de Daniel Johnson, mais seulement à titre intérimaire. Considéré comme une simple formalité, ce congrès apparaît aussi comme une occasion pour Bertrand de réparer la défaite qu'il a subie face à Daniel Johnson lors du congrès de 1961. Or, contrairement à ce qui est attendu par Bertrand, la tenue de ce congrès provoque l'apparition d'un groupe de partisans autour d'un autre chef potentiel : Jean-Guy Cardinal. Âgé de 44 ans, l'ancien doyen de la faculté de droit de l'Université de Montréal devenu ministre de l'Éducation et vice-président du Conseil des ministres jouit d'un prestige unique auprès de la jeunesse et des éléments les plus nationalistes de l'Union nationale. Flirtant avec l'idée d'indépendance (et avec un style oratoire combatif rappelant à certains le caractère de Maurice Duplessis), Cardinal apparaît désormais comme un puissant rival aux yeux d'un premier ministre malade et à l'autorité compromise.
Au bout d'une lutte féroce opposant deux factions de plus en plus divisées par la question de l'avenir politique du Québec, Bertrand remporte la course à 1 327 voix contre 938 pour Cardinal. Avec ce nouveau mandat, Jean-Jacques Bertrand prépare ainsi un projet de loi permettant d'effacer enfin l'échec de la loi 85. Toutefois, même si Bertrand remporte la course, le faible taux d'appui qu'il récolte va le mener à affirmer son autorité avec encore plus de fermeté qu'auparavant, en particulier face à ceux qui divergent d'opinion avec lui.

### Automne 1969
L'automne de 1969 est particulièrement mouvementé au Québec. Cette période est marquée par plusieurs manifestations d'associations étudiantes, de comités d'action et de groupes militants de gauche, de même que par plusieurs grèves – celle des enseignants à la commission scolaire régionale de Chambly, celle des policiers et des pompiers de la ville de Montréal – et attentats à la bombe, et enfin, par une émeute particulièrement violente à la compagnie de taxi Murray Hill le 7 octobre. La situation à l'automne 1969 est marquée, au Québec comme ailleurs en Occident, par un durcissement généralisé des relations entre les différents paliers de gouvernement et les groupes contestataires. Dans ce contexte, l'autorité et la crédibilité de Jean-Jacques Bertrand en vue de régler la question des droits linguistiques en éducation sont mis à rude épreuve. Malade, à la tête d'un gouvernement en chute libre dans les sondages d'opinion, le projet de loi que présente Bertrand scelle non seulement son sort politique, mais aussi celui de son rival Cardinal et, enfin, celui de l'Union nationale.

## Loi 63
À la mi-octobre 1969, le conseil des ministres de Jean-Jacques Bertrand débat sur le projet de loi. Le projet initial est de présenter un projet de loi remplaçant les structures scolaires héritées de 1867 par de nouvelles structures basées sur la langue d'enseignement, et dans lequel sera inclus une disposition sur le libre choix de la langue d'enseignement. Le conseil des ministres est divisé entre les partisans du libre choix (Bertrand), ceux de l'enseignement en français pour tous (Cardinal) et les indécis. Toutefois, la question de la réforme des structures scolaires s'avère plus complexe que prévu. Bertrand décide alors de scinder son projet de loi en deux : l'un porte sur la réforme des structures scolaires de Montréal, et l'autre porte sur la langue d'enseignement. Ainsi naissent les projets de loi 62 et 63,.
Le 23 octobre 1969 à 15 h, à l'Assemblée nationale, Jean-Jacques Bertrand fait présenter par le ministre Jean-Guy Cardinal le projet de loi 63, intitulé Loi pour promouvoir la langue française au Québec. Rédigée par les légistes Robert Normand et Claude Rioux, et par le sous-ministre Yves Martin, la loi 63 (ou « bill 63 ») constitue une reprise à distance des mêmes éléments que ceux contenus dans le texte de la loi 85, présentée un an auparavant. Ne comprenant que cinq articles, le court texte de loi vise avant tout à régler la crise de Saint-Léonard en consacrant le libre choix de la langue d'enseignement :
- L'article 1 du projet de loi donne le mandat au ministre de l'Éducation de s'assurer que les enfants recevant leur enseignement en anglais aient « une connaissance d'usage de la langue française[43] »;
- L'article 2 pose le principe que la langue d'enseignement est le français, mais en laissant la porte ouverte à une liberté de choix complète et universelle pour les parents pour la langue d'enseignement de leurs enfants (« les cours sont donnés en langue anglaise à chaque enfant dont les parents ou les personnes qui en tiennent lieu en font la demande lors de son inscription[43] »);
- L'article 3 oblige le ministre de l'Immigration à prendre les dispositions nécessaires afin que les immigrants apprennent le français dès leur arrivée au Québec[43];
- L'article 4 conclut la loi en indiquant que les mesures doivent entrer en vigueur le 1er juillet 1970[43]. Ce dernier article ne tenait pas compte du fait que, à l'aveu même du ministre de l'Éducation, le gouvernement ne disposait d'aucune ressource nécessaire, ni de plan d'ensemble pour assurer la mise en œuvre du projet de loi 63 avant cette date[44],[45].

Par ce texte de loi, le gouvernement étend à l'ensemble de la population québécoise les tensions locales générées par la décision de la Commission scolaire de Saint-Léonard. En consacrant l'égalité juridique de l'anglais et du français à l'école partout au Québec, elle donnait ainsi aux anglophones et aux Néo-Québécois la possibilité d'ignorer complètement la langue française dans tout leur parcours scolaire.

### Réactions
L'annonce du projet de loi 63 crée un mouvement de mobilisation de taille historique, et ce, à la grandeur du Québec. Le 25 octobre, plus de 200 associations de « syndiqués, professeurs, chauffeurs de taxi, artistes, étudiants, prêtres, frères des écoles chrétiennes, péquistes, gens de gauche, gens de droite » s'unissent dans une vaste coalition baptisée le Front du Québec français (FQF). La coalition compte parmi ses dirigeants François-Albert Angers, Émile Bessette, Gaston Miron, Lise Chicoine-Coupal, Gilles Noiseaux, André Lamy et Vincent Harvey. D'autres personnalités se joignent également à la coalition : Pierre Bourgault, Michel Chartrand, Reggie Chartrand et le président de la Ligue d'intégration scolaire (LIS, anciennement le MIS) Raymond Lemieux, appelant à la mobilisation des comités d'action de LIS, les CALIS.
Des manifestations sont organisées quotidiennement partout au Québec, du 27 au 31 octobre. À Québec, à Montréal, à Trois-Rivières, à Sherbrooke, à Chicoutimi, à Rouyn-Noranda, à Rimouski et dans une dizaine d'autres villes, des étudiants et des professeurs d'écoles secondaires, de cégeps et de facultés universitaires décrètent des arrêts de cours, tous en opposition à la loi 63. Le 28 octobre, plus de 20 000 étudiants et des centaines de professeurs manifestent dans les rues de Montréal.

### Débat
Le projet de loi trouve ses principaux défenseurs en Jean-Jacques Bertrand et ses ministres Maurice Bellemare, Jean-Paul Cloutier, Fernand Lizotte, Claude Gosselin et Rémi Paul. Méfiants, les ministres Marcel Masse, Jean-Noël Tremblay, Mario Beaulieu, Fernand Lafontaine et Robert Lussier finissent par se rallier au camp de Bertrand. Toujours opposé au principe du libre choix, le ministre Cardinal accepte malgré tout de défendre le projet de loi. Imposant son autorité au reste de son caucus, Bertrand obtient l'appui de tous ses députés sauf quatre : Fernand Grenier, Antonio Flamand, Denis Bousquet et Jérôme Proulx. Les municipalités ainsi que le conseil du patronat appuient également son projet de loi. Du côté des libéraux, Jean Lesage appuie le projet de loi au départ, puis revient sur sa décision en exigeant un amendement donnant une place « prioritaire » au français. Un député libéral marque sa dissidence avec son parti : Yves Michaud. Enfin, les députés dissidents comptent également un autre membre, et non le moindre : René Lévesque. Ainsi naît l'« opposition circonstancielle ».
Le débat commence le 28 octobre et se prolonge jusqu'à la mi-novembre. Le discours de Jean-Jacques Bertrand se veut optimiste et se brode autour de deux thèmes : « Québec, terre française » et « Québec, terre de liberté ». Sur la question des droits linguistiques des immigrants et de la minorité anglophone, la discussion vire rapidement aux menaces et aux insultes. Par exemple, après avoir qualifié l'absence de politique d'intégration obligatoire des immigrants d'« extrémiste », René Lévesque, dont le programme du Parti québécois propose de limiter les droits de la minorité anglophone à son importance numérique, se voit comparé aux nazis ayant voté des lois pour retirer des droits fondamentaux aux Juifs.
Malgré l'attitude ferme de Jean-Jacques Bertrand et la dureté des propos du ministre de la Justice Rémi Paul à l'égard des contestataires, le gouvernement ne réussit pas à faire reculer ses adversaires. Le 31 octobre, Yves Michaud quitte le Parti libéral pour siéger comme député indépendant. La même journée, plus de 50 000 personnes manifestent sur la colline parlementaire à Québec, encouragés par François-Albert Angers, Michel Chartrand et Matthias Rioux. Une coupure de micros empêche d'entendre les discours d'autres intervenants, notamment celui du sociologue Fernand Dumont. La soirée se termine dans la violence, marquée par l'explosion de deux cocktails Molotov et par l'affrontement entre les policiers et plus de 2 000 manifestants,.
Le 4 novembre, grâce à l'appui des libéraux, le projet de loi 63 est adopté en deuxième lecture. Au total, 89 pour, 5 contre et 13 absences ou abstentions. Les cinq députés qui se sont opposés sont Jérôme Proulx et Antonio Flamand de l'Union nationale, l'ex-libéral Yves Michaud, le chef péquiste René Lévesque et l'ex-unioniste passé chez les créditistes Gaston Tremblay. Deux jours plus tard, Michaud et Lévesque entament leur stratégie de filibuster en multipliant les amendements, les demandes de renvoi en comité parlementaire. Ils maintiennent ainsi les procédures pendant plus d'une semaine. Le 11 novembre, le député Jérôme Proulx quitte l'Union nationale et siège désormais comme indépendant. Le lendemain, Antonio Flamand le suit et siège aussi comme indépendant. Finalement, malgré les manœuvres d'obstruction pilotées par Michaud et Lévesque, après 60 heures de débat, l'Assemblée nationale adopte en troisième lecture la loi 63 : 67 pour, 5 contre (les mêmes qu'en deuxième lecture) et 30 absents (10 unionistes et 20 libéraux).

#### Parcours législatif
| Parti | Parti                 | Pour | Contre | Abstention | Absent |
| ----- | --------------------- | ---- | ------ | ---------- | ------ |
|       | Union nationale       | 41   | 0      | 0          | 14     |
|       | Parti libéral         | 26   | 0      | 0          | 20     |
|       | Ralliement créditiste | 0    | 1      | 0          | 0      |
|       | Indépendants          | 0    | 4      | 0          | 1      |
| Total | Total                 | 67   | 5      | 0          | 35     |

## Bilan
La loi 63 créait un précédent en mettant sur un pied d'égalité le français et l'anglais au Québec. Dans un pays comme le Canada, où la majorité de la population avait l'anglais pour langue maternelle, le fait de donner le même poids au français et à l'anglais selon la loi rendait facultatif l'apprentissage du français pour tous sauf les francophones.
Cette décision très impopulaire est l'une des principales causes de la chute du gouvernement de Jean-Jacques Bertrand aux élections de 1970. Toutefois, la défaite de son gouvernement ne dispensait pas ses successeurs d'effectuer un travail de rectification. C'est à cette tâche que s'attaque le gouvernement de Robert Bourassa à partir de l'été 1970, en veillant à l'application des recommandations de la commission Gendron, notamment en matière de langue de travail. Ce travail mènera ensuite à l'adoption d'une loi plus restrictive en 1974 (loi 22) corrigeant certaines lacunes de la loi 63 pour assurer l'intégration des immigrants au bassin des francophones. Néanmoins, il faut attendre à 1977, avec l'adoption de la Charte de la langue française par le gouvernement de René Lévesque, pour que la primauté du français dans tous les aspects de la société soit finalement consacrée par un texte de loi.